# Crisis de la corbeta Caldas
La crisis de la corbeta Caldas fue una crisis diplomática entre las repúblicas de Venezuela y Colombia, por el ingreso el 9 de agosto de 1987 de una corbeta de la Armada de Colombia en aguas del golfo de Venezuela, donde no existe una delimitación aceptada por ambos países.
La crisis tuvo como causa la disputa sobre la soberanía de las áreas marinas y submarinas, cuyos límites aún  están en negociaciones entre las dos naciones. Tanto Venezuela como Colombia han delimitado la zona unilateralmente, lo que ocasiona riesgosas coincidencias en las áreas de patrullaje de sus armadas.

## Antecedentes

### Límites terrestres
Después de la disolución de la Gran Colombia en 1830, la Nueva Granada y Venezuela buscan la definición de los límites territoriales con fundamento en el Uti possidetis iure lo que equivalía a que las fronteras serían las mismas después de la independencia de España.[cita requerida] Después de más de 100 años de múltiples problemas de ambas partes y varios arbitrajes internacionales, finalmente el 5 de abril de 1941 se firma en la ciudad de Cúcuta un tratado sobre fronteras terrestres y navegación de los ríos comunes en presencia de los presidentes Eduardo Santos de Colombia y Eleazar López Contreras de Venezuela.

### Delimitación marítima
A raíz de la declaración del presidente de los Estados Unidos Harry S. Truman en 1945 sobre el derecho a la plataforma continental que tenían los países ribereños, varios países hicieron declaraciones iguales a las del presidente Truman y, como era de esperarse, entre estados vecinos surgieron discusiones acerca de cómo distribuir equitativamente las plataformas.[cita requerida]

#### Negociaciones
En varias oportunidades, los gobiernos venezolano y colombiano han intentado, infructuosamente, negociar la delimitación de las áreas marinas y submarinas del Golfo. Los primeros intentos de la negociación se dieron en 1969 en Paipa, Boyacá, donde los presidentes Carlos Lleras Restrepo de Colombia y Rafael Caldera de Venezuela firmaron la Declaración de Sochagota el 9 de agosto de 1969, la cual condujo al inicio de la conversaciones en 1970, y que finalizaron en Roma en 1973 sin llegar a ningún punto de arreglo.
En 1975, el presidente colombiano Alfonso López Michelsen entregó en Paraguachón, una propuesta al presidente venezolano Carlos Andrés Pérez, que se conoció como la hipótesis López-Pérez, en la que se refería a dos aspectos la delimitación de las áreas marinas y la explotación conjunta de las áreas submarinas, pero la falta de apoyo del partido opositor venezolano COPEI no permitió llegar a un acuerdo.[cita requerida]

## La crisis

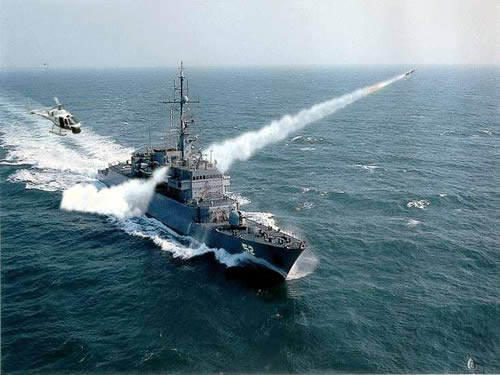
Corbeta ARC Caldas (FM-52) de la Armada colombiana.

### 9 de agosto

F-16 venezolano sobrevolando el Puente Rafael Urdaneta sobre el Lago de Maracaibo.

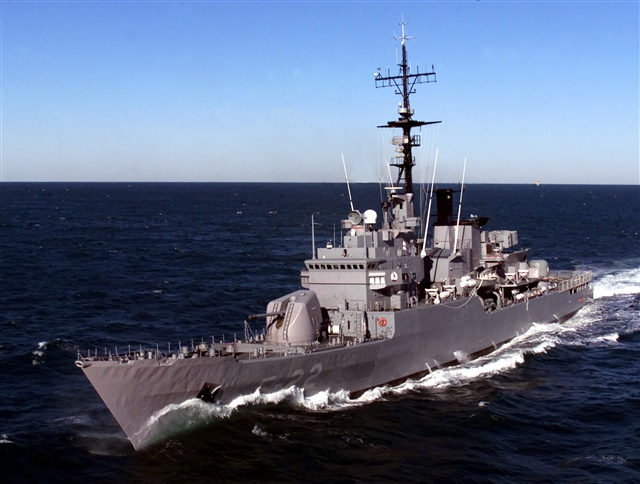
Fragata misilística ARV Almirante Brión (F-22) de la Armada venezolana.

La crisis inicia el 9 de agosto de 1987 con el ingreso de la corbeta de la Armada de Colombia ARC Caldas (FM-52) en aguas que han estado en disputa entre ambos estados. Durante la mañana, la embarcación colombiana es detectada por la patrullera misilística de la Armada Venezolana ARV Libertad (PC-14) en coordenadas al sur del Paralelo de Castilletes (zona considerada por Venezuela como fuera de toda negociación) y con rumbo este, en dirección aproximada a la ciudad venezolana de Punto Fijo. En esta ocasión, los comandantes de ambas embarcaciones intercambiaron comunicaciones radiales invitándose a abandonar el área, cada uno reconociéndola como dentro de su jurisdicción. Durante esta situación, la corbeta colombiana habría cambiado de curso para navegar en dirección oeste, mientras era seguida por la patrullera venezolana, hasta alcanzar coordenadas justo fuera del área de patrullaje de la Armada venezolana, donde permaneció fondeada hasta la tarde de ese mismo día.
Posteriormente, la corbeta colombiana procede a retirarse hacia el norte hasta encontrarse con el submarino de la armada colombiana ARC Tayrona (SO-29) para cumplir labores de entrenamiento previamente planificadas, no sin que antes ambos comandantes vuelvan a intercambiar mensajes radiales reafirmando su ejercicio de soberanía sobre esa zona del Golfo de Venezuela. Entretanto, la patrullera venezolana ARV Libertad se dirigió al suroeste del Archipiélago Los Monjes, siguiendo órdenes del Comando del Escuadrón de Patrulleros, en espera de apoyo de otras naves de la Armada venezolana.

### 10 de agosto
Al amanecer, arriban a la zona la fragata misilística venezolana ARV General Salóm (F-25) acompañada de la patrullera cañonera ARV Independencia (PC-13). Más tarde, ese mismo día, arribaría también la fragata misilística ARV Almirante Brión (F-22), cuyo comandante asumió el comando táctico de las operaciones.
Durante el transcurso del día, la patrullera ARV Libertad se había trasladado a la Base de Punto Fijo, donde fue dotada de sus misiles antibuque Otomat Mk.2 para luego zarpar nuevamente con rumbo a la zona del Archipiélago Los Monjes.

### 11 de agosto
En horas de la noche de 10 de agosto, la fragata venezolana ARV Brión habría detectado a la ARC Caldas al norte de la Península de La Guajira, mientras que la patrullera ARV Independencia, la localizó posteriormente navegando sin luces nuevamente al sur del Paralelo de Castilletes. Esta situación se mantuvo alcanzada la medianoche. Durante el transcurso de la madrugada del 11 de agosto, los comandantes de la ARC Caldas y ARV Brión intercambiaron mensajes radiales en diferentes ocasiones, solicitándose una vez más abandonar el mar territorial de sus respectivos países. La ARV Independencia, que navegaba en paralelo a la nave colombiana, solicitó también a la corbeta que abandonara las aguas venezolanas. La ARV Independencia procedió incluso a ejecutar una maniobra de corte de proa sobre la corbeta colombiana; una acción considerada como abiertamente hostil. Mientras tanto, el Contraalmirante Luis Pérez Arismendi, Comandante de la Base Naval de Punto Fijo en Venezuela, y el Vicealmirante Carlos Ospina Cubillos, Comandante de la Fuerza Naval del Atlántico de Colombia, se solicitan mutuamente a través de comunicaciones radiales el retiro de las embarcaciones bajo su responsabilidad de la zona en disputa.

### 12 de agosto
Llegado el 12 de agosto, el Alto Mando Militar venezolano alertó a las unidades militares fronterizas, al tiempo que movilizó aeronaves de la Fuerza Aérea Venezolana a la zona de operaciones en el Golfo de Venezuela. A primeras horas de la mañana, una formación de dos aviones caza F-16 venezolanos realizó vuelos rasantes sobre la corbeta ARC Caldas. Los pilotos venezolanos observaron que los cañones de la nave colombiana no se hallaban preparados para su uso, ni existía algún otro indicio de que la tripulación se encontrara en roles de combate. Luego del sobrevuelo de los aviones, la corbeta colombiana fue seguida siempre por una fragata venezolana y una nave patrullera que se alternaban para cumplir esta tarea.
Por su parte, las fuerzas militares colombianas decidieron prolongar la presencia de naves en la zona mediante órdenes a la corbeta ARC Antioquia (FM-53) de reabastecerse en la Base Naval de Cartagena y zarpar para relevar a la ARC Caldas. Luego, esta última se reabastecería también con su dotación de torpedos y misiles antibuque y esperaría órdenes para zarpar nuevamente. Al mismo tiempo, el gobierno de Venezuela ordenó la mayor movilización militar que hayan realizado sus Fuerzas Armadas. Entre las unidades navales que se encontraban en la zona, se habían sumado dos fragatas misilísticas venezolanas adicionales, la ARV Mariscal Sucre (F-21) y la ARV General Urdaneta (F-23), además del escuadrón de submarinos venezolanos, compuesto por los submarinos de ataque diésel-eléctricos Tipo 209 ARV Sábalo (S-31) y ARV Caribe (S-32), lo que elevó el número de naves venezolanas presentes en el Golfo de Venezuela a 8 (4 fragatas misilísticas Clase Lupo, 2 submarinos y 2 patrulleras, una cañonera y una misilística).
Más tarde, durante el 12 de agosto, una de las fragatas venezolanas, la ARV Sucre, detecta la presencia de un avión militar colombiano. Ante esta situación, el comandante de la nave ordena a la tripulación ocupar sus posiciones de combate y, de acuerdo a las "reglas de enfrentamiento" recibidas, se consideraría que eran parte de un ataque si la aeronave colombiana entraba dentro del rango de alcance de un misil MM-40 Exocet (aproximadamente 70 km), situación en la cual la nave venezolana haría uso de sus armas antiaéreas. La aeronave colombiana nunca estuvo a esta distancia de la fragata venezolana.

### 13 de agosto
En la madrugada del 13 de agosto la ARC Caldas fondeó frente a Castilletes, en coordenadas dentro del área de patrullaje de la Armada venezolana, aunque en negociación entre ambos países. La nave colombiana era vigilada de cerca por varias embarcaciones venezolanas, cuando la patrullera ARV Patria (PC-15), que también había arribado a la zona, alertó acerca de la presencia de un periscopio en la superficie, en las cercanías de Los Monjes del Sur. Ante este descubrimiento, la fragata venezolana ARV Sucre inició la búsqueda del submarino colombiano haciendo uso de su sonar, además de preparar sus torpedos para un eventual ataque, estimando que se trataba del ARC Tayrona. Posteriormente, la nave venezolana recibiría órdenes del Comando de la Fuerza de Tareas de no atacar al submarino, cuya persecución cesó en los límites de las aguas territoriales colombianas, al noroeste. Ese mismo día, aviones venezolanos F-16 que realizaban patrullaje sobre la zona, detectan y persiguen aviones Mirage 5 de la Fuerza Aérea Colombiana hasta que éstos retornan a su espacio aéreo.
En horas de la mañana, ante la escalada de las acciones militares en la zona de conflicto y los movimientos de tropas y unidades blindadas que ya comenzaban a realizar las Fuerzas Armadas de Venezuela hacia la frontera terrestre con Colombia, El Comando General de las Fuerzas Militares de Colombia alteró las prioridades de sus hipótesis de posibles conflictos armados. Un conflicto armado con Venezuela pasó del tercer nivel de prioridad (luego de Nicaragua) a ser el más inminente escenario de guerra externa; superado solamente por el conflicto interno.

### 14 y 15 de agosto
Durante estos días, la fragata ARC Caldas se mantuvo en posiciones al sur de la línea de prolongación de la frontera terrestre (dentro del área de patrullaje de la Armada venezolana), pero al norte del Paralelo de Castilletes. El seguimiento y vigilancia de la nave colombiana lo hacían ahora las fragatas Venezolanas ARV Salóm y ARV Sucre. Pero luego de haber permanecido cuatro días continuos en el área, durante la noche del 15 de agosto, la corbeta ARC Caldas se dispuso a abandonar la zona para su reabastecimiento mientras era relevada por la fragata ligera ARC Independiente (FM-54).
En horas de la noche del 14 de agosto, el presidente venezolano Jaime Lusinchi ordenó el cierre total de la frontera terrestre con Colombia a todo tráfico de bienes y personas, luego de que fuentes de inteligencia venezolana detectaran a soldados colombianos vestidos de civil comprando combustible en una estación de servicio venezolana y de determinar que estaba siendo utilizado en vehículos militares colombianos.

### 16 de agosto
Durante la noche del 15 de agosto y la madrugada del 16 de agosto, la ARC Caldas "iluminó" con su radar de control de tiro a la fragata venezolana ARV Sucre. Siendo esta acción percibida por las fuerzas venezolanas, junto con el movimiento de relevo de la ARC Independiente, como una acción ofensiva con incremento de la fuerza naval colombiana. La reacción de las naves venezolanas, por primera vez desde el inicio de la crisis, fue ocupar posiciones tácticas de combate como paso previo a un enfrentamiento con las naves colombianas. Más tarde, también en la madrugada del 16 de agosto, la fragata ARV Sucre iluminaría también a la ARC Independiente con su radar de control de tiro.
En las horas siguientes se incrementaron las acciones hostiles por parte de las embarcaciones venezolanas. La fragata ARC Independiente, que se encontraba navegando entre el Paralelo de Castilletes y la línea de prolongación de la frontera terrestre (dentro del área de patrullaje de la Armada venezolana, según la tesis de demarcación que esta institución manejaba), fue sobrevolada en un momento dado por el helicóptero de la fragata venezolana ARV Urdaneta mientras era apuntada por el radar de control de tiro de la ARV Sucre.
Durante este día arribó también a la zona de conflicto la patrullera misilística venezolana ARV Victoria (PC-16) plenamente armada con sus misiles Otomat Mk.2, proveniente de ejercicios conjuntos con la armada italiana. Más tarde, durante la noche, el Ejército venezolano iniciaría una movilización masiva hacia la frontera con Colombia, y que incluiría a grandes carros de combate desde el centro del país.

### 17 y 18 de agosto

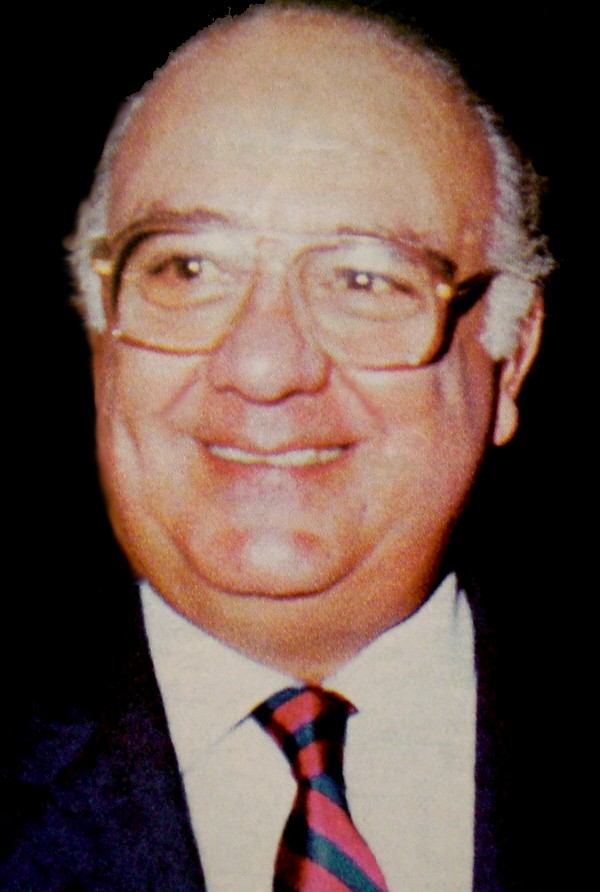
Presidente Jaime Lusinchi.

En horas de la tarde, el presidente venezolano Jaime Lusinchi sostuvo en el Palacio de Miraflores varias reuniones que incluyeron a expresidentes de Venezuela, ministros y otros altos representantes del gobierno venezolano, así como a los líderes de los principales partidos políticos del país. Durante esas reuniones se informó la decisión del gobierno Venezolano de transmitir a Colombia un ultimátum exigiendo el retiro de la corbeta colombiana ARC Independiente. Al final del día, el gobierno venezolano había llegado a la decisión de atacar a la corbeta colombiana, lo cual ya había sido informado a los mandos militares venezolanos.
Esa misma noche, en Bogotá, el presidente colombiano Virgilio Barco se había reunido con algunas personas de su confianza y les manifestó sus intenciones de ordenar al Alto Mando Militar colombiano el fin de las operaciones navales en el golfo de Venezuela. Y en efecto, a las 23:45, hora de Bogotá (HLC), el presidente Barco se dirigió a la nación mediante un mensaje a través de la Radio Nacional de Colombia, informando que ante las fervientes exhortaciones del Secretario General de la OEA, João Clemente Baena Soares, y el presidente de Argentina, Raúl Alfonsín, el gobierno de Colombia tomaría las medidas pertinentes para normalizar la situación creada.
Poco después de la medianoche, el 18 de agosto, se ordena a través de la cadena de mando de las fuerzas navales colombianas el retiro de la corbeta ARC Independiente del área del Golfo de Venezuela. Esta tarea se completó a las pocas horas.
La crisis de la corbeta Caldas no fue la primera ocasión en que se corrió el riesgo de una confrontación armada en el golfo de Venezuela. Se considera que el golfo posee una gran importancia estratégica por la existencia allí de petróleo, lo cual constituye una de las razones que motivan la disputa entre las partes. Pero también se encuentran en el golfo grandes cantidades de gas natural que aún no se han explotado y que se mantienen como reservas estratégicas de Venezuela, que es el principal productor y exportador de crudo de América.